# Système de milice
 (février 2021).
La mise en forme du texte ne suit pas les recommandations de Wikipédia : il faut le « wikifier ».
Les points d'amélioration suivants sont les cas les plus fréquents. Le détail des points à revoir est peut-être précisé sur la page de discussion.
- Les titres sont pré-formatés par le logiciel. Ils ne sont ni en capitales, ni en gras.
- Le texte ne doit pas être écrit en capitales (les noms de famille non plus), ni en gras, ni en italique, ni en « petit »…
- Le gras n'est utilisé que pour surligner le titre de l'article dans l'introduction, une seule fois.
- L'italique est rarement utilisé : mots en langue étrangère, titres d'œuvres, noms de bateaux, etc.
- Les citations ne sont pas en italique mais en corps de texte normal. Elles sont entourées par des guillemets français : « et ».
- Les listes à puces sont à éviter, des paragraphes rédigés étant largement préférés. Les tableaux sont à réserver à la présentation de données structurées (résultats, etc.).
- Les appels de note de bas de page (petits chiffres en exposant, introduits par l'outil «  Source ») sont à placer entre la fin de phrase et le point final[comme ça].
- Les liens internes (vers d'autres articles de Wikipédia) sont à choisir avec parcimonie. Créez des liens vers des articles approfondissant le sujet. Les termes génériques sans rapport avec le sujet sont à éviter, ainsi que les répétitions de liens vers un même terme.
- Les liens externes sont à placer uniquement dans une section « Liens externes », à la fin de l'article. Ces liens sont à choisir avec parcimonie suivant les règles définies. Si un lien sert de source à l'article, son insertion dans le texte est à faire par les notes de bas de page.
- La présentation des références doit suivre les conventions bibliographiques. Il est recommandé d'utiliser les modèles {{Ouvrage}}, {{Chapitre}}, {{Article}}, {{Lien web}} et/ou {{Bibliographie}}. Le mode d'édition visuel peut mettre en forme automatiquement les références.
- Insérer une infobox (cadre d'informations à droite) n'est pas obligatoire pour parachever la mise en page.

Pour une aide détaillée, merci de consulter Aide:Wikification.
Si vous pensez que ces points ont été résolus, vous pouvez retirer ce bandeau et améliorer la mise en forme d'un autre article.

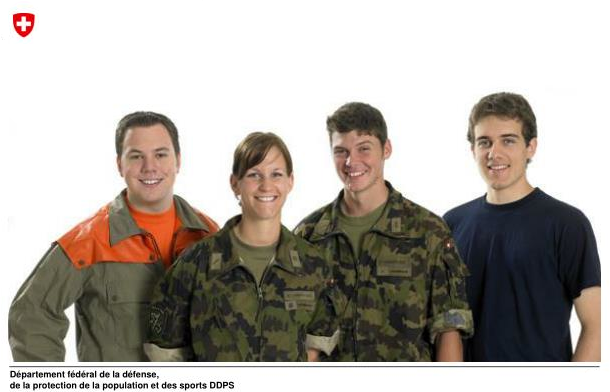
Plusieurs types d'engagements de milice (protection civile, armée, autre)

Le système de milice, aussi dit principe de milice, est un principe d'organisation couramment pratiqué dans la vie publique en Suisse. Dans le modèle de société helvétique, le système de milice constitue un pilier central aux côtés de la démocratie directe, du fédéralisme et de la concordance.
Dans la pratique, il englobe les affaires politiques et militaires, et s'étend à d'autres domaines d'intérêt général, telles que les tâches communales ou la gestion des catastrophes.

## Notion
Le principe de milice repose sur l'idée républicaine selon laquelle la citoyenne ou le citoyen qui en a les capacités doit assumer des charges et des tâches publiques à titre extraprofessionnel et honorifique (ehrenamtlich). L'engagement de milice constitue ainsi un service temporaire, à temps partiel ou bénévole, au bénéfice de la communauté.
Dans une perspective d'idéal démocratique, la souveraineté populaire englobe ainsi non seulement de participer à la prise de décisions dans les affaires publiques (autodétermination), mais également à l'exécution de celles-ci (autogestion).

### Base légale
Le principe de milice constitue une maxime d'organisation publique qui, comme le principe de démocratie, n'est pas exhaustivement codifiée. Il s'agit d'un principe constitutif de l'État (staatstragendes Prinzip).
Au niveau fédéral et constitutionnel, le principe de milice se déduit néanmoins du principe de subsidiarité (art. 5a de la Constitution fédérale.), de l'appel à la responsabilité individuelle et sociale (art. 6 Cst. féd.) et est explicitement consacrée pour l'organisation de l'armée à teneur de l'art. 58 al. 1 Cst. féd.

### Distinction par rapport au bénévolat
L'activité de milice se distingue de l'activité bénévole principalement à raison de son degré d'institutionnalisation : l'activité de milice s'exerce toujours dans un domaine reconnu d'intérêt public par la loi et dans un rapport de droit spécial envers la collectivité publique.
Dans les faits, on trouve toutefois de nombreux chevauchements entre activité bénévole et activité de milice.

## Origines du système de milice

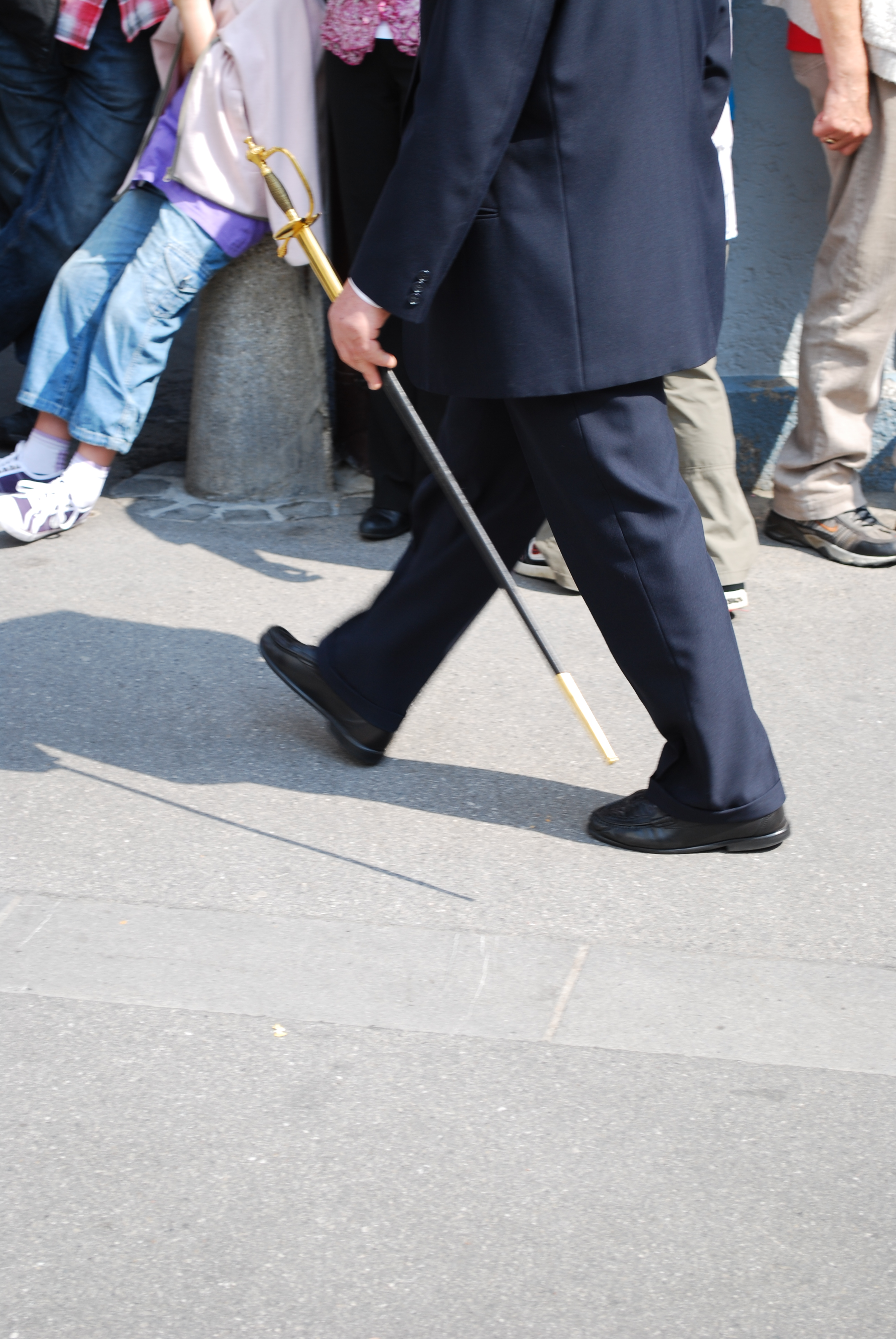
Sabre de paroisse de pays comme symbole de capacité militaire: "Citoyen-soldat"

Le terme « milice » découle de la racine latine militia (domaine de la guerre, service militaire).
Historiquement, le principe de milice repose sur l'idée du citoyen-soldat, issu de l'Antiquité et réapproprié à l'époque moderne, en particulier durant la Révolution française.
Dans la démocratie attique et au début de la République romaine, le terme désignait aussi l'exercice des charges civiles. Les propriétaires fonciers libres, qui ont pu se défendre de manière indépendante, ont mutualisé, dans l'assemblée du peuple, leurs efforts et responsabilités pour garantir la souveraineté de leurs terres.
L'expansion au domaine politique a eu lieu pendant la période de l'Ancien Régime. Le droit de participer aux décision de la communauté va de pair avec le devoir de la défendre,.
En Suisse, l'esprit de milice, en tant que responsabilité individuelle envers le groupe, était une tradition ancienne ; elle a été introduite auprès de la population des communautés rurales et régions confédérales à la fin du Moyen Âge, comme le témoigne par exemple le Pacte fédéral de 1291. À cette époque, l'entraide était répandue sous différentes formes d'organisations coopératives et faisait écho au devoir d'assistance chrétien (Caritas).
Les pionniers suisses du mouvement des Lumières (ex. Beat Ludwig von Muralt, Isaac Iselin) ont établi que le courage, la frugalité, l'entraide, la confiance en ses propres capacités de jugement et le rejet des artifices mondains constituaient des valeurs républicaines essentielles pour bâtir une conscience nationale et une structure d'État communaliste en Suisse. Dès 1830, le système de milice a été consacré dans les constitutions cantonales notamment à la faveur des communes et de leur autonomie,.

## Application du principe de la milice
Sur le plan organisationnel, le principe de milice est mis en œuvre par le volontariat, d'une part, et l'obligation de servir (Dienstpflicht), d'autre part.
Selon le Tribunal fédéral, le principe de milice ne pourrait pas être mis en œuvre sans conscription générale et que l'obligation de servir constitue ainsi le complément nécessaire au principe de milice.

### Milice volontaire
Les activités de milice volontaire sont nombreuses dans la vie publique helvétique et reflètent de son caractère essentiel pour le modèle fédéraliste de démocratie directe.

#### Autorités politiques
Au niveau cantonal et communal, les miliciennes et de miliciens forment le corps législatif, parfois même l'autorité exécutive dans les communes de petite échelle.
Au niveau fédéral, l'Assemblée fédérale est également connue sous le nom de « parlement de milice ». Toutefois, cette affirmation est mise à mal dans la pratique.
La plupart des membres de l'Assemblée fédérale, soit les deux chambres législatives helvétiques (Conseil national et Conseil des États), ont, tout comme les parlementaires aux niveaux cantonal et communal, un emploi en sus de leur activité parlementaire. Toutefois, des études récentes montrent que seul un peu plus de 10% des membres du Conseil national consacrent moins d'un tiers de leur temps de travail à un mandat parlementaire et peuvent donc être qualifiés de «miliciens parlementaires» au sens strict. Cette catégorie a de facto désormais complètement disparu au Conseil des États: la majorité des membres consacrent plus des deux tiers de leur temps de travail à un mandat parlementaire. Le pouvoir législatif fédéral est donc un mélange d'activité de milice et de politique professionnelle.

#### Autorités administratives
La Commission de la concurrence (COMCO) est une autorité fédérale de milice ; elle est responsable de la mise en application du droit suisse de la concurrence, et se compose d'un collège de douze personnes, agissant sur base milicienne.

#### Vie communale
Dans les communes, et plus fortement dans celles de petite taille, la plupart des bureaux officiels (entretien des écoles, services sociaux, commission d'audit, commission du génie civil et des travaux, commission du bâtiment, commission des biens, commission de la culture, commission du concept d'aménagement paysager, bureau électoral, etc.) sont réalisés par les autorités miliciennes. En 2019, on comptait environ 100 000 personnes directement impliquées dans la vie politique locale, soit près de 1 titulaire du droit de vote sur 50.

### Milice obligatoire

#### Sur le planfédéral
La milice obligatoire renvoie à l'obligation de servir masculine et militaire (art. 58 al. 1 en lien avec art. 59 al. 1 Cst. féd.) et, par extension, aux services de remplacement au service militaire, c'est-à-dire le service civil (pour les conscrits aptes à l'armée mais objecteurs de conscience) et la protection civile (pour les conscrits inaptes à l'armée).
L'armée suisse est constituée de soldats et d'officiers ayant une profession civile et appelés au service militaire chaque semaine ou en bloc pendant un certain nombre d'années. La Suisse n'a pas ainsi d'armée permanente en temps de paix, les troupes étant essentiellement appelées à des fins de formation.

#### Sur le plancantonaletcommunal
Des activités miliciennes sont obligatoires dans les cantons et les communes suisses, par exemple: 
- les corps de sapeurs-pompiers et activités de service du feu dans le Canton de Zoug[16], le Canton de Saint-Gall[17], le Canton de Lucerne[18], le Canton de Thurgovie[19], le Canton du Jura[20], le Canton de Fribourg[21], etc.
- les corvées communales dans la Commune de Auborangess (FR)[22].

En tel cas, l'obligation de servir s'étend généralement, dans une certaine classe d'âge, à toute personne résidente d'une certaine classe d'âge ; qu'il s'agisse des hommes ou des femmes, des personnes suisses ou des personnes étrangères. 

## Difficultés
L'activité de milice demeure importante en Suisse. Cependant, on dénote de nombreuses carences en effectifs sur le plan quantitatif ou qualitatif, par exemple chez les pompiers-volontaires ou dans les mandatures communales.
La prise de responsabilité volontaire, à titre extraprofessionnel et honorifique de tâches et de charges publiques, n'est généralement pas ou seulement partiellement rémunérée. Là où l'activité de milice est remplacée par une professionnalisation (évaluation externe de l'école, autorité de protection de l'enfant et de l'adulte, etc.), les coûts sont plusieurs fois plus élevés et l'acceptation sociale est moindre car la milice est ancrée dans la population.
Les fusions communales péjorent également l'engagement milicien, car les gens se sentent moins rattachés aux nouvelles communautés, par définition plus grandes, et ils se sentent donc moins responsables de celles-ci.

### Propositions de solutions

#### Année de travail de milice
L'Association des Communes Suisses veut renforcer le système de milice pour qu'il reste durable, car le système politique en Suisse vit, à tout niveau, de la participation et de l'engagement de ses citoyens : elle a déclaré l'an 2019 « année du travail de milice ». À cette fin, des plateformes ont été créées pour fournir et recevoir des impulsions, dans une approche transdisciplinaire et participative.

#### Service citoyen
Le 26 avril 2022, l'association servicecitoyen.ch a lancé l'initiative populaire fédérale 'Pour une Suisse qui s’engage (initiative service citoyen)', laquelle a abouti le 20 novembre 2023. Cette initiative a pour but d'introduire un service citoyen, c'est-à-dire une obligation de servir dans l'armée, la protection civile ou le service civil pour toute personne de nationalité, en remplacement de l'obligation de servir militaire et masculine. Ce projet vise notamment à poursuivre le développement du système de milice tout en revitalisant son esprit, au-delà du service militaire.

## Voir également
- Système politique de la Suisse
- Armée de milice
- Protection civile en Suisse
- Service civil (Suisse)
- Service citoyen
- Pompier en Suisse

## Littérature
- « Milizsystem » dans le Dictionnaire historique de la Suisse en ligne.
- Markus Freitag, Pirmin Bundi, Martina Flick Drôle: la milice travaille en Suisse. Faits et chiffres sur la vie politique dans la communauté. NZZ Libro, Zurich 2019,  (ISBN 978-3-03810-400-1)
- René Roca: Les origines du système de milice: le système de milice de la Suisse - un aperçu historique. Article technique de la «Communauté suisse» 5/2019

## Liens en ligne
- NZZ à partir du 23. mai 2017: les politiciens de la milice sont plus libres
- NZZ à partir du 31. juillet 2018: Milice suisse: l'État - c'est nous!

1. 1 2  « Milice, système de », sur hls-dhs-dss.ch (consulté le 7 février 2021).
2. 1 2   Markus Freitag, Pirmin Bundi, Martina Flick Witzig: Milizarbeit in der Schweiz. Zahlen und Fakten zum politischen Leben in der Gemeinde. NZZ Libro, Zürich 2019,  (ISBN 978-3-03810-400-1).
3. 1 2 3  (de) Gerhard M. Saladin, Der verfassungsrechtliche Grundsatz des Milizprinzips der Schweizer Armee, Zurich / St. Gall, Dike Verlag AG, 2012 (ISBN 978-3-03751-462-7), p. 12 ss.
4. ↑  art. 5a Cst. féd.
5. ↑  art. 6 Cst. féd.
6. ↑  art. 58 al. 1 Cst. féd.
7. ↑  Thomas HIPPLER, « Service militaire et intégration nationale pendant la Révolution française », janvier 2001 (consulté le 7 février 2021).
8. ↑  « Milizsystem » dans le Dictionnaire historique de la Suisse en ligne.
9. 1 2  swissworld.org, eine Publikation von Präsenz Schweiz PRS, eines offiziellen Organs der Schweizerischen Eidgenossenschaft
10. ↑  René Roca: Die Ursprünge des Milizsystems: Milizsystem der Schweiz - ein historischer Abriss. Fachartikel aus «Schweizer Gemeinde» 5/2019
11. ↑  (de) Tribunal Fédéral, « arrêt 2C_221/2009 du 21 janvier 2010, consid. 7.1, avec références citées », sur bger.ch, 21 janvier 2010 (consulté le 7 février 2021).
12. ↑  « Parlement de milice », Lexique du Parlement (consulté le 21 juin 2022).
13. ↑  Commission de la concurrence, « Commission », sur weko.admin.ch (consulté le 22 septembre 2021).
14. ↑  art. 58 al. 1
15. ↑  art. 59 al. 1 Cst. féd.
16. ↑  § 40, Gesetz über den Feuerschutz (ZG) du 15 décembre 1994 (état le 1er décembre 2009), RS 722.21.
17. ↑  Art. 34, Gesetz über den Feuerschutz du 19 juin 1968 (état le 1er janvier 2017), RS 871.1
18. ↑  § 101, Gesetz über den Feuerschutz du 5 novembre 1957 (état le 1er juin 2013), RS 740
19. ↑  § 29, Gesetz über den Feuerschutz du 11 septembre 2019 (état le 1er janvier 2021 2013), RS 708.1
20. ↑  Art. 25, Loi sur le service de défense contre l'incendie et de secours du 18 octobre 2000, RS 875.1
21. ↑  Art. 70, Loi sur l'assurance immobilière, la prévention et les secours en matière de feu et d'éléments naturels du 9 septembre 2016 (état le 1er juillet 2021), RS 732.1.1.
22. ↑  La Liberté, « Tous réunis autour de la pioche », sur lalibert.ch, 24 avril 2015 (consulté le 7 février 2021).
23. ↑  « Le système de milice aurait besoin d’une cure radicale », sur Avenir Suisse, 19 mars 2015 (consulté le 8 février 2021).
24. ↑  Schweizer Gemeindeverband: 2019 Jahr der Milizarbeit
25. ↑  Chancellerie fédérale ChF, « Page d'accueil > Droits politiques > Initiatives populaires > Répertoire chronologique > Initiative populaire fédérale 'Pour une Suisse qui s’engage (initiative service citoyen)' », sur bk.admin.ch (consulté le 21 avril 2024).
26. ↑  « Une initiative souhaite créer un service citoyen pour toutes et tous ».
27. ↑  « Une Suisse qui s'engage ».